# Chorągiew Gdańska ZHP

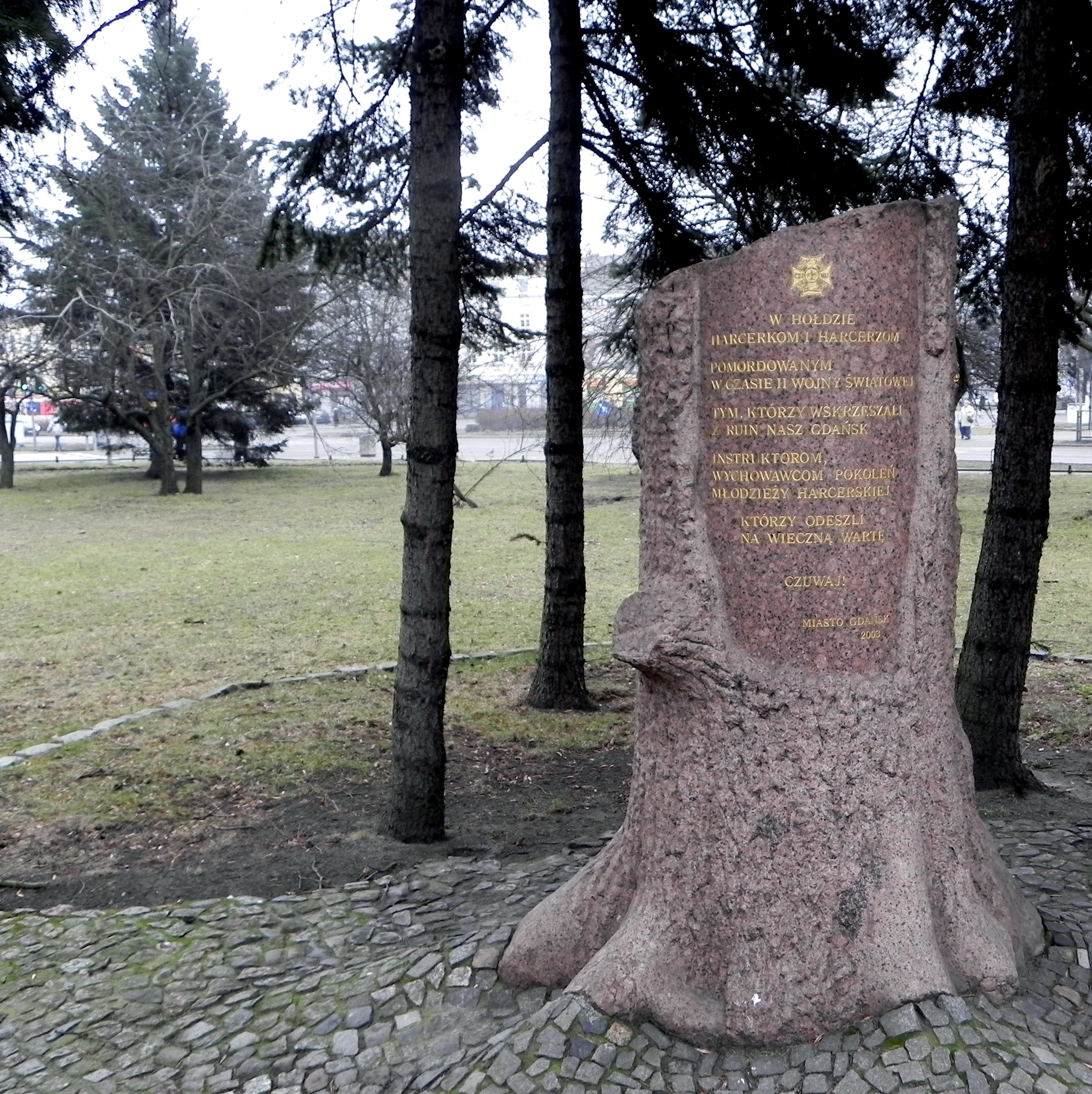
Pomnik harcerzy w Gdańsku

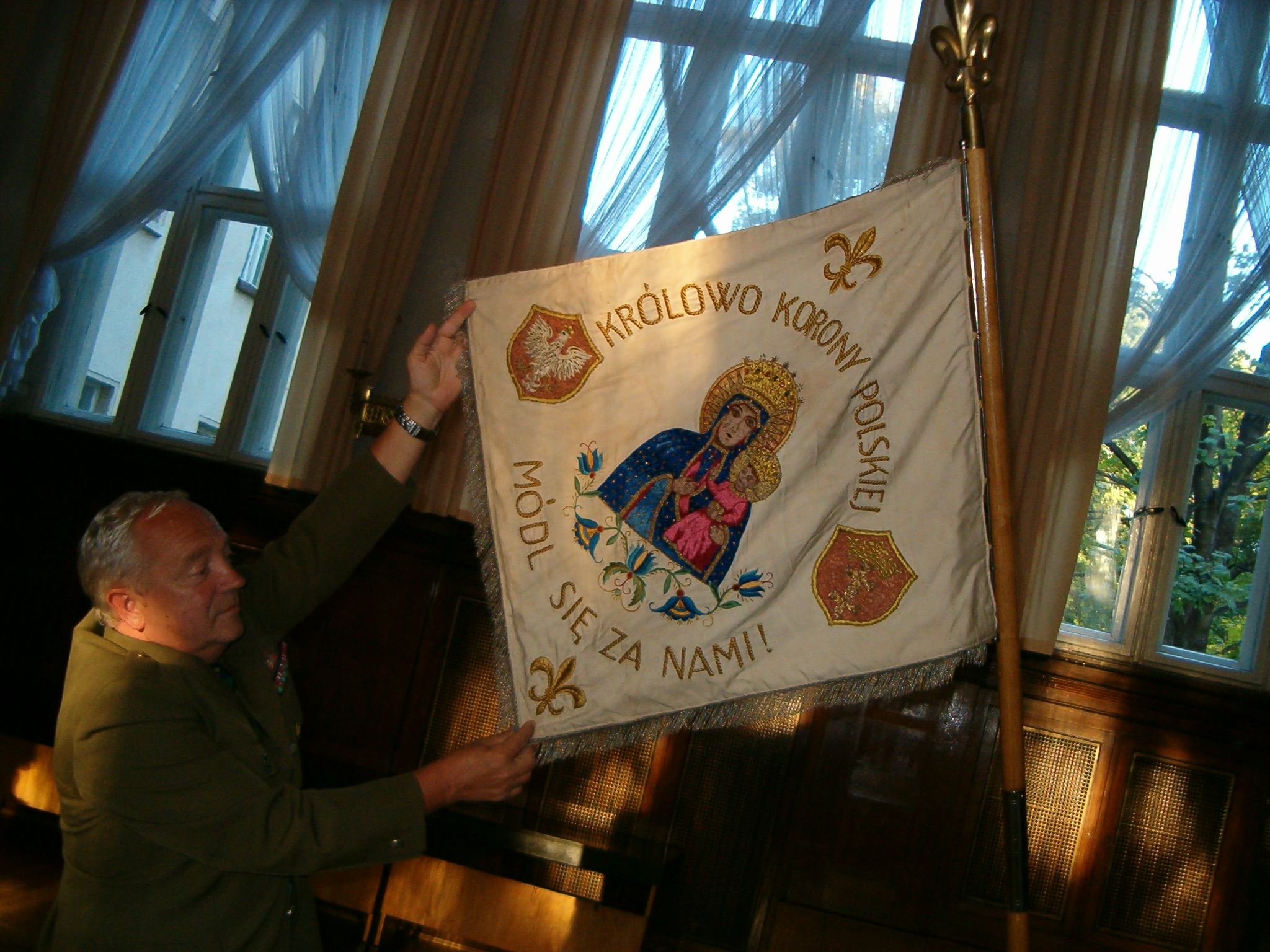
Sztandar Hufca Harcerek w Wolnym Mieście Gdańsku

Chorągiew Gdańska ZHP im. Bohaterów Ziemi Gdańskiej – jednostka terenowa Związku Harcerstwa Polskiego. Swoim zasięgiem obejmuje aktualnie 19 hufców, działających na terenie województwa pomorskiego.
Powstała w grudniu 1956, początkowo, jako Chorągiew Morska Harcerstwa, od 1957 – Gdańska Chorągiew Harcerstwa. Pod nazwą: Chorągiew Gdańska ZHP funkcjonuje od 1964. Jest następcą i spadkobiercą tradycji Okręgu ZHP oraz Chorągwi Harcerek i Chorągwi Harcerzy, działających do 1939 na terenie Wolnego Miasta Gdańska oraz działających w latach 1945–1950 Gdańsko-Morskiej Chorągwi Harcerzy, Morskiej Chorągwi Harcerek, Morskiej Chorągwi Harcerzy i Morskiej Chorągwi Harcerstwa. Według danych z ewidencji ZHP w 2024 Chorągiew Gdańska liczy 6032 członków.

## Struktura
Obecnie Chorągiew Gdańska ZHP skupia 19 hufców:
- Hufiec ZHP Bytów im. Zawiszy Czarnego
- Hufiec ZHP Czarna Woda
- Hufiec ZHP Gdańsk-Wrzeszcz-Oliwa im. Obrońców Gdańskiego Wybrzeża
- Hufiec ZHP Gdańsk-Portowa im. Obrońców Westerplatte
- Hufiec ZHP Gdańsk-Śródmieście im. Alfa Liczmańskiego
- Hufiec ZHP Gdynia im. Bohaterów Gdyni
- Hufiec ZHP Kartuzy im. dr. Aleksandra Majkowskiego
- Hufiec ZHP Kościerzyna im. Franciszka Sędzickiego
- Hufiec ZHP Kwidzyn im. Kwidzyniaków
- Hufiec ZHP Lębork im. Polskich Olimpijczyków
- Hufiec ZHP Malbork im. Bohaterów Lotnictwa Polskiego
- Hufiec ZHP Miastko im. hm. Marii Hrabowskiej
- Hufiec ZHP Puck im. Obrońców Helu
- Hufiec ZHP Rumia im. I Brygady Pancernej
- Hufiec ZHP Ziemi Słupskiej im. Obrońców Wybrzeża
- Hufiec ZHP Sopot im. Marynarki Wojennej RP
- Hufiec ZHP Starogard Gdański im. gen. Józefa Wybickiego
- Hufiec ZHP Tczew im. Władysława Sławomira Jurgo
- Hufiec ZHP Wejherowo im. Partyzantów Kaszubskich

W XXI w. w chorągwi działały również hufce:
- Hufiec ZHP Sierakowice – do 2007 r.
- Hufiec ZHP Skarszewy – do 2012 r.
- Hufiec ZHP Stare Pole – do 2012 r.
- Hufiec ZHP Hel im. kontradmirała Włodzimierza Steyera – do 2014 r.
- Hufiec ZHP Gdańsk-Przymorze im. adm. Arendta Dickmanna – do 2015 r.
- Hufiec ZHP Sztum – do 2017 r

## Historia Chorągwi Gdańskiej ZHP

### Okres przed II wojną światową
Pierwsza drużyna harcerska w Gdańsku powstała 8 sierpnia 1920 roku. Jej drużynowym był lekarz Stefan Mirau. Wkrótce potem powstała także drużyna harcerek, której drużynową została Zofia Caezar, działająca pod opieką Stefana Miraua. Stało się to za sprawą sześciu osób (Witold Kopczyński, Alf Liczmański, Stefan Mirau, Mieczysław Tejkowski, Aleksander Witkowski i Jerzy Żuralski) z Towarzystwa Filaretów, którego celem było przygotowanie do walki zbrojnej. Aktywiści wybrali się na obóz warszawskich harcerzy organizowany w Karwi, skąd zainspirowali się i zaczęli propagować metodę harcerską również w Gdańsku.
W 1928 działały pierwsze hufce harcerzy oraz harcerek w Gdańsku, początkowo podlegające Wydziałowi Zagranicznemu Głównej Kwatery, z racji swoistego ustroju Wolnego Miasta Gdańska. Z kolei w 1935 powstały oddzielne: chorągiew harcerzy oraz chorągiew harcerek. Powołany został także Zarząd Okręgu ZHP – instytucja obecnie nieistniejąca. Na jej czele stanął dr Franciszek Kręcicki, prezes Towarzystwa Gimnastycznego „Sokół” działającego na terenie Gdańska. Pieczę nad chorągwiami objęli kolejno: hm. Alf Liczmański i phm. Maria Ostrowska.
Harcerstwo w okresie międzywojennym było wykorzystywane do podkreślania polskości Gdańska, na spotkaniach skautowych za granicą: na Węgrzech, w Holandii, i w Anglii.

### Okres II wojny światowej
Harcerze, zarówno przed, jak i w trakcie II wojny światowej, spotykali się z szykanami ze strony zwolenników nazistów. Wielu czynnych instruktorów oraz działaczy, za swoją aktywność trafiło do obozów koncentracyjnych.
Działalność ZHP w latach 1939–1945 zeszła do podziemia, a organizacja przyjęła kryptonim konspiracyjny „Szare Szeregi”. Harcerze i harcerki pełnili działali jako łącznicy, sanitariuszki, listonosze podczas okupacji, gdy żołnierze byli potrzebni na froncie. Na terenie Pomorza Gdańskiego szczególnie wsławił się Tajny Hufiec Harcerzy z Gdyni, który swoją działalnością sięgał aż Wejherowa. Zadaniem THH była bezwzględna walka z okupantem, utrzymanie ducha polskości i miłości do ojczyzny oraz kontynuowanie ideologii i tradycji Związku Harcerstwa Polskiego. Jednymi z bardziej znanych akcji Tajnego Hufca Harcerzy były akcje B-1 oraz B-2, które sprowadzały się do działalności informacyjnej. Alianci przeprowadzając naloty na Pomorze Gdańskie posiadały szczegółowe dane o rozłożeniu niemieckich umocnień, dzięki pracy THH.
Na murze Domu Harcerza w Gdańsku wisi odsłonięta w 1981 pamiątkowa tablica ku czci 116 harcerzy i przyjaciół harcerstwa, którzy oddali swoje życie podczas II wojny światowej walcząc za ojczyznę.

### Okres Polskiej Rzeczypospolitej Ludowej
Harcerstwo w tym czasie zostaje podporządkowane ideom partyjnym. Wielobarwne chusty zamieniono na czerwoną krajkę. Chorągiew Gdańska jako jednostka terenowa odrodziła się w 1956 roku. Komendantem został Józef Grzesiak „Czarny”. W 1959 chorągiew liczyła 22,3 tys. członków.
W 1963 zainicjowano budowę Domu Harcerza w Gdańsku, kamień węgielny położono 23 listopada 1964, a budowę zakończono w 1970.
5 kwietnia 1970 Chorągiew Gdańska ZHP otrzymała sztandar oraz imię Bohaterów Ziemi Gdańskiej.
W chorągwi upowszechniano wychowanie morskie, w latach 70. funkcjonowało w niej ponad 100 drużyn wodnych i żeglarskich, harcerze dysponowali 5 jachtami pełnomorskimi, 16 zatokowymi i 200 jednostkami śródlądowymi. Harcerze chorągwi podejmowali wiele wyczynów żeglarskich: jako pierwsi polscy żeglarze w 1971 dotarli do Murmańska, w 1975/1976 opłynęli Afrykę, podjęli też próbę opłynięcia z zachodu na wschód przylądka Horn na jachcie „Alf”. Harcerze współpracowali z Jednostkami Obrony Wybrzeża („niebieskie berety”) oraz Marynarki Wojennej, w szkołach średnich działały harcerskie drużyny obrony wybrzeża, a w Wyższej Szkole Marynarki Wojennej i na ORP „Warszawa” – wojskowe kręgi instruktorskie.
W 1975 obszar działania chorągwi zmniejszono, dostosowując go do podziału administracyjnego kraju. Z części jednostek dotychczasowych chorągwi: Gdańskiej, Koszalińskiej i Bydgoskiej utworzono Chorągiew Słupską, która w 1984 liczyła 25 tys. członków skupionych w 15 hufcach. Chorągiew ta nosiła imię Bolesława Bieruta.
W 1984 Chorągiew Gdańska ZHP składała się z 48 hufców i liczyła 50,9 tys. członków.
Po Sierpniu 1980 przywrócono duch harcerstwa bez idei socjalistycznych. Zorganizowano uroczyste obchody 70-lecia harcerstwa, m.in. w ratuszu Głównego Miasta – Muzeum Historii Miasta Gdańska odbyła się sesja naukowo-historyczna i otwarto wystawę, którą następnie przeniesiono do Domu Harcerza.

## Obecna działalność
Chorągiew działa zgodnie z misją Związku Harcerstwa Polskiego: „wychowywanie młodego człowieka, czyli wspieranie go we wszechstronnym rozwoju i kształtowaniu charakteru przez stawianie wyzwań.”
Nad wykonaniem w chorągwi celów ZHP czuwa sztab instruktorów podzielonych na wydziały i zespoły:
- komenda chorągwi – określa cele i działania chorągwi, sprawuje ogólny nadzór nad jej działaniem,
- chorągwiana komisja stopni instruktorskich – czuwa nad odpowiednim rozwojem instruktorów chorągwi,
- zespół finansowo-księgowy – lustruje finanse jednostki,
- zespół organizacyjny,
- zespół programowo-metodyczny- podzielony na referaty (zuchowy, harcerski, starszoharcerski, wędrowniczy, Nieprzetartego Szlaku) oraz na zespoły i inspektoraty specjalnościowe (zespół pilota, zespół wychowania duchowego, inspektorat ratowniczy, inspektorat lotniczy, inspektorat turystyczny),
- Macierzysta Akademia Kształcenia – szkoła instruktorska, która odpowiada za kształcenie instruktorów oraz funkcyjnych chorągwi,
- zespół ds. hufców,
- zespół komunikacji i promocji – zajmuje się promowaniem działalności Chorągwi Gdańskiej na zewnątrz organizacji, a także przepływem informacji wewnątrz,
- komisja historyczna,
- Harcerski Krąg Seniorów Korzenie,
- harcerski krąg akademicki,
- zespół ds. Harcerskiej Bazy Obozowej „Nasiczne” w Bieszczadach.

Najważniejsze przedsięwzięcia organizowane przez chorągiew:
- Rajd Rodło – turystyczny rajd organizowany cyklicznie od 1984 w okresie wiosennym, na który zjeżdżają się drużyny z całej Chorągwi, aby się wspólnie zintegrować. Do wyboru jest wiele tras zależnych od wieku (zuchowa, harcerska, starszoharcerska, wędrownicza), a także od sposobu poruszania – rower, kajaki, jacht, własne nogi (czasem nawet barki drużynowego, w przypadku najmłodszych), imprezie towarzyszą inne aktywności: zdobywanie odznaki Rodła, którą zdobywać można przez cały rok wykonując wcześniej sprecyzowane zadania, a także od niedawna Turniej Hufców – w niedzielny poranek przed apelem zakończeniowym przedstawiciele hufców spotykają się w jednym miejscu wykonując zadanie logiczne i sprawnościowe na miejscu.
- Spartakiada – zawody organizowane przez pilota chorągwi, odbywające się co roku we wrześniu w HOM Puck, skierowana głównie do harcerzy o specjalności wodnej, jednak z powodu jej atrakcyjności swoich sił próbują także drużyny lądowe „zieloni”. Podczas czterodniowych zmagań odbywają się regaty, bieg jungów, turniej nawigatorów, rajd pieszy, wiele zadań logicznych, turniej szant, czy wystawę tratw z materiałów wtórnych.
- Przekazanie Betlejemskiego Światła Pokoju – corocznie, w grudniu na ulicy Długiej w Gdańsku, harcerze zbierają się aby odebrać i przekazać dalej Betlejemskie Światło Pokoju.
- Harcerska Akcja Letnia (HAL) oraz Harcerska Akcja Zimowa (HAZ) – w okresie wakacji oraz ferii zimowych harcerze i zuchy wyjeżdżają na obozy i kolonie w każdy zakątek Polski lub za granicę aby przeżyć przygodę w zgodzie z naturą i metodą harcerską. Zarówno zimą, jak i latem chorągiew oferuje wędrowanie, pobyty stacjonarne, żeglowanie, obozy konne razem z członkami drużyny i drużynowym (opiekunem), z którymi działają cały rok.
- Działalność hufców – hufce Chorągwi Gdańskiej organizują swoim podopiecznym czas w różnoraki sposób: rajdy, zawody, spotkania przy kominku, regaty, lekcje historii, gry survivalowe, festiwale i inne.

W Pucku istnieje Harcerski Ośrodek Morski z warsztatami szkutniczymi, hotelem i zapleczem gastronomicznym.
Wychowankowie pomorskiego harcerstwa byli wybierani do najwyższych władz ZHP: 
- hm. Maria Hrabowska była wiceprzewodniczącą ZHP w latach 1993-1996 i następnie przewodniczącą ZHP w latach 1996–2001,
- hm. Maciej Szafrański był wiceprzewodniczącym ZHP w latach 2007-2009,
- hm. Małgorzata Sinica była Naczelnikiem ZHP w latach 2007–2017,
- hm. Przemysław Marchlewicz był Skarbnikiem ZHP w latach 2008-2009,
- hm. Lucjan Brudzyński był Skarbnikiem ZHP w latach 2009–2013 i następnie zastępcą Naczelnika ZHP w latach 2013–2015,
- hm. Justyna Sikorska była członkinią Głównej Kwatery ZHP w latach 2013-2017 i następnie zastępczyną Naczelniczki ZHP w latach 2017-2021,
- hm. Marek Boraczyński był Skarbnikiem ZHP w latach 2019–2020.

## Przewodniczący Zarządu Okręgu ZHP
| 1935–1939 | Franciszek Kręcki     |
| 1946–1947 | Eugeniusz Kwiatkowski |
| 1947-1949 | Stanisław Zrałek      |

## Komendanci Chorągwi Gdańskiej

### Komendantki Chorągwi Gdańskiej Harcerek
| 1935–1936 | Marianna Ostrowska |
| 1936–1937 | Jadwiga Zaleska    |
| 1937–1939 | Jadwiga Żawrocka   |
| 1945–1948 | Zofia Polkowska    |
| 1948–1949 | Maria Cichońska    |

### Komendanci Chorągwi Gdańskiej Harcerzy
| 1935–1939 | Alf Liczmański           |
| 1945      | Walenty Łukianowicz p.o. |
| 1945–1947 | Jan Stróżyński           |
| 1947–1948 | Roman Truszczyński       |

### Komendanci Chorągwi Gdańskiej
| 1948–1949 | Teodor Delong         |
| 1957–1958 | Józef Grzesiak        |
| 1958–1962 | Ferdynand Trapp       |
| 1962–1969 | Mieczysław Preis      |
| 1969–1973 | Zenon Kuligowski      |
| 1973–1977 | Jerzy Szymański       |
| 1977–1980 | Gizela Ptach-Korzycka |
| 1980–1981 | Andrzej Dalecki       |
| 1981–1985 | Andrzej Ciepłucha     |
| 1985–1989 | Sylwester Trzciński   |
| 1989–1990 | Adam Mówiński         |
| 1990      | Piotr Konracki        |
| 1990–1991 | Roman Koturbasz       |
| 1991–2010 | Bogdan Mierzejewski   |
| 2010–2014 | Hanna Piotrowska      |
| 2014-2022 | Artur Glebko          |
| 2022      | Łukasz Kochowski      |